# Конрад, Кальман
Ка́льман Ко́нрад (венг. Konrád Kálmán; 23 мая 1896, Бачка-Паланка, Австро-Венгрия (современная Сербия) — 10 мая 1980, Стокгольм, Швеция) — венгерский футболист и футбольный тренер.

## Биография
Выступал за венгерские клубы МТК, «Мадьяр АК», австрийские «Аустрия» Вена, «Фирст Виенна» и американский «Бруклин Уондерерс». В МТК, «Аустрии» и «Фёрсте» играл вместе со старшим братом Енё Конрадом.
В составе МТК четыре раза побеждал в чемпионатах Венгрии (1914, 1917, 1918, 1919 годы) и национальном кубке 1914 года. В это время команда установила своеобразный рекорд: за три сезона одержала 60 побед, четыре матча завершила вничью и дважды терпела поражения (разница забитых и пропущенных мячей 376-46).
В составе «Аустрии» — две победы в чемпионате (1924, 1926 годы) и четыре в кубке Австрии (1921, 1924, 1925, 1926 годы). В этом клубе его партнёрами по линии атаки были известны голеадоры Фердинанд Сватош, Густав Визер, Альфред Шаффер и молодая звезда австрийского футбола Маттиас Синделар.
С ноября 1914 по май 1928 провел тринадцать матчей за сборную Венгрии, при этом в 11 играх её соперником была сборная Австрии.
Тренировал мюнхенскую «Баварию» (1928—1930), швейцарский «Цюрих» (1930—1931), пражскую «Славию» (1933—1935), «Рапид» из Бухареста (1936—1937), чехословацкий «Жиденице» (1937—1939), шведские команды «Эребру» (1939—1942), «Отвидаберг» (1942—1947), «Мальме» (1947—1950), «Роо» (1950—1951), «Дерби» (1951—1955) и «Юнселе» (1955—1956).
Со «Славией» дважды побеждал в чехословацкой лиге (1934, 1935 годы), а с «Мальме» — в чемпионатах Швеции (1949, 1950 годы).

## Достижения
Как игрока:
- Чемпион Австрии:

«Винер Аматёр»: 1926
- Обладатель Кубка Австрии (4):

«Винер Аматёр»: 1921, 1924, 1925, 1926
Как тренера:
- Чемпион Чехословакии (2):

«Славия»: 1934, 1935
- Обладатель Кубка Румынии:

«Рапид»: 1937
- Чемпион Швеции (2):

«Мальмё»: 1949, 1950
- Обладатель Кубка Швеции:

«Мальмё»: 1947

## Статистика выступлений
| Клуб                    | Сезон                   | Лига | Лига | Кубки | Кубки | Кубок Митропы | Кубок Митропы | Итого | Итого |
| Клуб                    | Сезон                   | Игры | Голы | Игры  | Голы  | Игры          | Голы          | Игры  | Голы  |
| ----------------------- | ----------------------- | ---- | ---- | ----- | ----- | ------------- | ------------- | ----- | ----- |
| МТК                     | 1913/14                 | 13   | 14   | 1+    | 2+    | -             | -             | 14+   | 16+   |
| МТК                     | 1916/17                 | 17   | 20   | -     | -     | -             | -             | 17    | 20    |
| МТК                     | 1917/18                 | 11   | 13   | -     | -     | -             | -             | 11    | 13    |
| МТК                     | 1918/19                 | 20   | 27   | -     | -     | -             | -             | 20    | 27    |
| МТК                     | Итого                   | 61   | 74   | 1+    | 2+    | 0             | 0             | 62+   | 76+   |
| Винер Аматёр            | 1919/20                 | 22   | 18   | 5     | 6     | -             | -             | 27    | 24    |
| Винер Аматёр            | 1920/21                 | 21   | 21   | 3     | 1     | -             | -             | 24    | 22    |
| Винер Аматёр            | 1921/22                 | 12   | 10   | 3     | 2     | -             | -             | 15    | 12    |
| Винер Аматёр            | 1922/23                 | 22   | 13   | 0     | 0     | -             | -             | 22    | 13    |
| Винер Аматёр            | 1923/24                 | 17   | 7    | 2     | 0     | -             | -             | 19    | 7     |
| Винер Аматёр            | Итого                   | 94   | 69   | 13    | 9     | 0             | 0             | 107   | 78    |
| Фёрст (Вена)            | 1924/25                 | 10   | 6    | 0     | 0     | -             | -             | 10    | 6     |
| Фёрст (Вена)            | Итого                   | 10   | 6    | 0     | 0     | 0             | 0             | 10    | 6     |
| Винер Аматёр            | 1924/25                 | 0    | 0    | 4     | 1     | -             | -             | 4     | 1     |
| Винер Аматёр            | 1925/26                 | 22   | 10   | 3     | 3     | -             | -             | 25    | 13    |
| Винер Аматёр            | Итого                   | 22   | 10   | 7     | 4     | 0             | 0             | 29    | 14    |
| Всего за «Винер Аматёр» | Всего за «Винер Аматёр» | 116  | 79   | 20    | 13    | 0             | 0             | 136   | 92    |
| Бруклин Уондерерс       | 1926/27                 | 27   | 2    | 0     | 0     | -             | -             | 27    | 2     |
| Бруклин Уондерерс       | Итого                   | 27   | 2    | 0     | 0     | 0             | 0             | 27    | 2     |
| Хунгария                | 1927/28                 | 13   | 7    | ?     | ?     | 1             | 0             | 14+   | 7+    |
| Хунгария                | Итого                   | 13   | 7    | ?     | ?     | 1             | 0             | 14+   | 7+    |
| Всего за МТК            | Всего за МТК            | 74   | 81   | 1+    | 2+    | 1             | 0             | 76+   | 83+   |
| Всего за карьеру        | Всего за карьеру        | 227  | 168  | 21+   | 15+   | 1             | 0             | 249+  | 183+  |